# Portrait du cardinal de Richelieu (Strasbourg)
Le Portrait du cardinal Richelieu est un portrait réalisé en 1642 par le peintre français d'origine flamande Philippe de Champaigne, le portraitiste préféré de Richelieu. 
Il a été découpé dans un double portrait du cardinal commandé à Philippe de Champaigne afin de servir de modèle à un sculpteur, comme le Triple portrait du cardinal de Richelieu, par le même peintre.
Il a été peint quelques mois avant la mort du cardinal et se trouve aujourd'hui au Musée des Beaux-Arts de Strasbourg. Son numéro d'inventaire est le 987-2-1.